# Merab Gudušauri
Merab Gudušauri (13. září 1937 – 2015) byl sovětský a gruzínský zápasník – klasik.

## Sportovní kariéra
Zápasení se začal aktivně věnovat v 14 let. Později se dostal do tréninkové skupiny trenéra Giorgi Vardzelašviliho, pod kterým se specializoval na řecko-římský styl. V sovětské mužské reprezentaci se pohyboval od roku 1958 ve váze do 63 kg. V roce 1960 prohrál nominaci na olympijské hry v Římě s irkutským Konstantinem Vyrupajevem. Sportovní kariéru ukončil v druhé polovině šedesátých let dvacátého století. Věnoval se trenérské a funkcionářské práci.

## Vyznamenání
- Řád Vachtanga Gorgasaliho I. třídy – Gruzie

## Výsledky
| Turnaj            | 1958 | 1959 | 1960 | 1961 | 1962 |
| Turnaj            | 21   | 22   | 23   | 24   | 25   |
| Turnaj            | -63  | -63  | -63  | -63  | -63  |
| ----------------- | ---- | ---- | ---- | ---- | ---- |
| Olympijské hry    |      |      | —    |      |      |
| Mistrovství světa | —    |      |      | 4.   |      |